# Exsolución
Una exsolución es la separación de dos minerales diferentes al enfriarse el mineral compuesto que los contenía.
Muchos minerales son soluciones sólidas formadas a temperaturas elevadas. Así como una solución acuosa saturada (por ejemplo, una solución de sal común) precipita el exceso de sustancia disuelta, cuando se enfría el mineral sujeto a exsolución expulsa de su red cristalina, también al enfriarse una parte de sus componentes. Un ejemplo de ese fenómeno nos es ofrecido por ciertos feldespatos, ricos en iones de sodio positivos. Cuando se enfrían, expulsan sodio excedentario combinado con el grupo AlSi3O8, cuya cristalización formará láminas de albita.
- Datos: Q5844856